# Furi Camil
Els Furi Camil (llatí: Furii Camilli) foren família romana d'origen patrici de la gens Fúria que portaren el cognomen Camil.
Els personatges principals van ser:
- Marc Furi Camil, tribú amb potestat consular i dictador diverses vegades entre el 403 aC i el 367 aC.
- Espuri Furi Camil, pretor el 367 aC.
- Luci Furi Camil, dictador i cònsol el 349 aC.
- Luci Furi Camil, cònsol el 338 aC.
- Marc Furi Camil, cònsol l'any 8 dC i procònsol el 16.
- Gai Camil, jurista amic de Ciceró.
- Marc Furi Camil Escribonià, cònsol l'any 32.
- Furi Camil Escribonià, senador exilat l'any 52.